# Allophylus coriaceus
Allophylus coriaceus är en kinesträdsväxtart som beskrevs av Ludwig Radlkofer. Allophylus coriaceus ingår i släktet Allophylus och familjen kinesträdsväxter. Inga underarter finns listade i Catalogue of Life.